# Marcel Minnaert

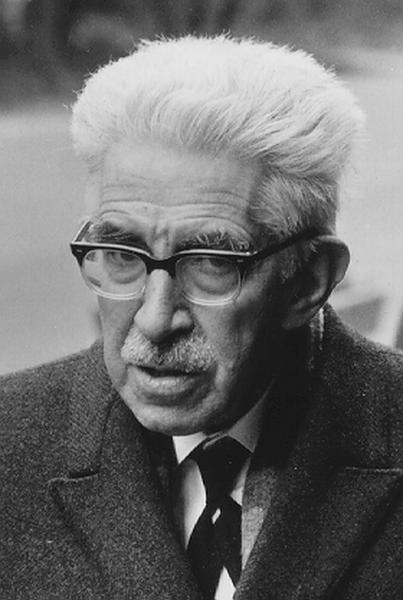
Marcel Minnaert

Marcel Gilles Jozef Minnaert (* 12. Februar 1893 in Brügge; † 26. Oktober 1970 in Utrecht) war ein belgischer Astronom. Seine Spezialgebiete waren die Astrospektroskopie – er war ein Pionier der solaren Spektrophotometrie – und das Studium der Sternatmosphären.

## Leben
Minnaert begann zunächst mit dem Studium der Botanik an der Universität Gent, wandte sich dann dem Studium der Physik an der Universität Leiden zu. 1925 wurde er an der Universität Utrecht bei Leonard Ornstein promoviert. Von 1937 bis 1963 war er Direktor des Sonnenborgh-Observatoriums in Utrecht.
Er ist bekannt für ein Buch über Meteorologische Optik (Lichterscheinungen in der Atmosphäre).

## Auszeichnungen und Mitgliedschaften
- 1946 Mitglied der Königlich Niederländischen Akademie der Wissenschaften[2]
- 1947 Goldmedaille der Royal Astronomical Society
- 1951 Bruce Medal
- 1959 Mitglied der American Academy of Arts and Sciences
- 1964 Mitglied der National Academy of Sciences
- 1965 Mitglied der Leopoldina
- 1966 Jules-Janssen-Preis

Nach Minnaert wurden der Mondkrater Minnaert und der Asteroid (1670) Minnaert benannt.

## Werke
- Photometric Atlas of the Solar Spectrum (mit G.F.W. Mulders und J. Houtgast), Utrecht 1940
- De Natuurkunde van't Vrije Veld (3 Bände, 1937–1942); Engl. Übers. von Bd. 1: Light and Color in the Outdoors. Springer, New York 1993, ISBN 0-387-97935-2; Dt. Übers. von Band 1: Licht und Farbe in der Natur, Birkhäuser Verlag, Basel 1992, ISBN 3-7643-2496-1.
- The nature of light and colour in the open air, Dover 1954